# Championnat d'Union soviétique de football 1959
Navigation
Saison 1958 Saison 1960
La saison 1959 de Klass A est la 21e édition du championnat de première division en Union soviétique. Douze clubs sont regroupés au sein d'une poule unique où ils se rencontrent deux fois dans la saison, à domicile et à l'extérieur. En fin de saison, pour faire passer le championnat de 12 à 22 équipes, aucun club n'est relégué et 10 clubs de deuxième division sont promus.
C'est le club du Dynamo Moscou qui remporte le championnat après avoir terminé en tête du classement final avec 2 points d'avance sur le Lokomotiv Moscou et 4 sur le Dynamo Tbilissi. Il s'agit du 9e titre de champion d'Union soviétique de l'histoire du club.
Le tenant du titre, le Spartak Moscou, ne termine qu'à la 6e place, à 7 points du Dynamo.

## Clubs participants
- Promu de deuxième division

| Club                      | Présent depuis | Classement 1958 | Entraîneur                                                                                        |
| ------------------------- | -------------- | --------------- | ------------------------------------------------------------------------------------------------- |
| Spartak Moscou            | 1936           | 1er             | Nikolaï Gouliaïev                                                                                 |
| Dinamo Moscou             | 1936           | 2e              | Mikhail Yakushin                                                                                  |
| CSK MO Moscou             | 1954           | 3e              | Boris Arkadiev                                                                                    |
| Zénith Léningrad          | 1938           | 4e              | Gueorgui Jarkov (en)                                                                              |
| Lokomotiv Moscou          | 1952           | 5e              | Ievgueni Ieliseïev                                                                                |
| Dynamo Kiev               | 1936           | 6e              | Oleg Ochenkov (jusqu'en juillet 1959) Viatcheslav Soloviov (après juillet 1959)                   |
| Torpedo Moscou            | 1938           | 7e              | Viktor Maslov                                                                                     |
| Chakhtior Stalino         | 1955           | 8e              | Viktor Novikov (ru) (jusqu'en septembre 1959) Konstantin Chtchegotski (en) (après septembre 1959) |
| Dinamo Tbilissi           | 1936           | 9e              | Andreï Jordania (ru)                                                                              |
| Krylia Sovetov Kouïbychev | 1957           | 10e             | Aleksandr Abramov (ru)                                                                            |
| Moldova Kichinev          | 1956           | 11e             | Aleksandr Sevidov                                                                                 |
| SKVO Rostov               | 1959           | 1er (D2)        | Piotr Chtcherbatenko (ru)                                                                         |

## Compétition

### Classement
Le barème de points servant à établir le classement se décompose ainsi :
- Victoire : 2 points
- Match nul : 1 point
- Défaite : 0 point